# Philippe d'Artois (1269-1298)
Pour les articles homonymes, voir Philippe d'Artois et Artois (homonymie).
Philippe d'Artois (né en 1269, mort le 11 septembre 1298). Seigneur de Conches-en-Ouche et de Mehun, fils aîné de Robert II le Noble (1250-1302), comte d'Artois, et d'Amicie de Courtenay, dame de Conches et de Mehun. 
Le fait qu'il soit mort avant son père a empêché que lui et son fils Robert III puissent succéder au comté d'Artois (la coutume de Flandre-Artois n'admettant pas le droit de représentation) : c'est donc sa sœur Mahaut et ses descendants qui reçoivent alors l'héritage comtal. 

## Biographie

### Mariage et descendance
Il avait épousé Blanche de Bretagne (1270-1327), dame de Brie, fille de Jean II, duc de Bretagne et de Béatrice d'Angleterre, d'où les enfants suivants :
- Marguerite (1285-1311), mariée à Louis de France, comte d’Évreux, d'où 5 enfants ;
- Robert III (1287-1342), comte de Beaumont-le-Roger, d'où postérité, dont les comtes d'Eu ;
- Ote[1], mort le 2 novembre 1291, inhumé dans l'abbaye de Royaumont; son tombeau est conservé au Louvre[2],[3] ;
- Isabelle (1288-1344), nonne à Poissy ;
- Jeanne (1289-ap.1347), mariée à Gaston Ier, comte de Foix ; ;
- Marie (1291-1365), mariée à Jean Ier de Dampierre, comte de Namur, d'où 11 enfants ;
- Catherine (1296-1368), mariée à Jean II de Ponthieu, comte d'Aumale, d'oú Blanche d'Aumale et Jeanne de Ponthieu.

### Décès
Grièvement blessé à la bataille de Furnes le 20 août 1297, il succombe des suites de ses blessures un an plus tard.